# Przełęcz Rychwałdzka
Przełęcz Rychwałdzka – przełęcz położona w Paśmie Pewelskim, które w regionalizacji fizycznogeograficznej Polski według Jerzego Kondrackiego zaliczane jest do Beskidu Makowskiego, w nowszej regionalizacji z 2018 roku do Pasm Pewelsko-Krzeszowskich. Przełęcz Rychwałdzka znajduje się na wysokości ok. 520 m n.p.m. pomiędzy szczytami Barutki (614 m n.p.m.) oraz Łyski (640 m n.p.m.). Nie prowadzi przez nią żaden znakowany szlak turystyczny, wiedzie natomiast lokalna droga, łącząca wsie: Rychwałd i Rychwałdek.
Przełęcz znajduje się w granicach wsi Rychwałdek w województwie śląskim, w powiecie żywieckim, w gminie Świnna.

## Turystyka
Z Przełęczy Rychwałdzkiej prowadzi niebieski szlak turystyczny. Dzięki częściowo otwartym terenom rozciągają się z niego szerokie panoramy widokowe.
 Przełęcz Ślemieńska – Groń – Ostry Groń – Barutka – Przełęcz Rychwałdzka